# 日本とコンゴ民主共和国の関係
日本とコンゴ民主共和国の関係（にほんとコンゴみんしゅきょうわこくのかんけい、フランス語: Relations Japonaises–République Démocratique du Congo、英語: Japan-Democratic Republic of the Congo relations） では、日本とコンゴ民主共和国の関係について概説する。概ね友好的な関係を築いている。

## 両国の比較
|                   | コンゴ民主共和国              | 日本                            | 両国の差                          |
| ----------------- | ----------------------------- | ------------------------------- | --------------------------------- |
| 人口              | 8956万1404人（2020年）        | 1億2583万人（2020年）           | 日本はコンゴ民主共和国の約1.4倍   |
| 国土面積          | 234万5000 km2                 | 37万7972 km2                    | コンゴ民主共和国は日本の約6.2倍   |
| 人口密度          | 40 人/km2（2020年）           | 345 人/km2（2020年）            | 日本はコンゴ民主共和国の約8.6倍   |
| 首都              | キンシャサ                    | 東京都                          |                                   |
| 最大都市          | キンシャサ                    | 東京都区部                      |                                   |
| 政体              | 大統領制 共和制               | （民主制）議院内閣制            |                                   |
| 公用語            | フランス語                    | 日本語（事実上）                |                                   |
| 通貨              | コンゴ・フラン                | 日本円                          |                                   |
| 国教              | なし                          | なし                            |                                   |
| 人間開発指数      | 0.457                         | 0.919                           |                                   |
| 民主主義指数      | 1.13                          | 7.99                            |                                   |
| GDP（名目）       | 498億6897万米ドル（2020年）   | 4兆9754億1524万米ドル（2019年） | 日本はコンゴ民主共和国の約99.8倍  |
| 一人当たり名目GDP | 556.8米ドル（2020年）         | 39,538.9米ドル（2020年）        | 日本はコンゴ民主共和国の約71倍    |
| GDP（購買力平価） | 1013億206万米ドル（2020年）   | 5兆5043億3091万米ドル（2019年） | 日本はコンゴ民主共和国の約54.3倍  |
| 一人当たり実質GDP | 1,131.1米ドル（2019年）       | 43,593.5米ドル（2019年）        | 日本はコンゴ民主共和国の約38.5倍  |
| 経済成長率        | 4.4%（2019年）                | 0.3%（2019年）                  |                                   |
| 軍事費            | 3億6209万1615米ドル（2020年） | 491億4855万米ドル（2020年）     | 日本はコンゴ民主共和国の約135.7倍 |

## 歴史

### コンゴ民主共和国略史
1885年、ベルギー王レオポルト2世の私有地「コンゴ自由国」となり、鉄道が敷設されるなど近代化が促進された一方で規定量の象牙やゴムを採集できなかった現地住民は手足を切断されるなど、残虐な植民地政策が実施された。
1908年、ベルギー政府が国王からコンゴ自由国を買い取りベルギー領コンゴとなる。またこの時期から独立運動が展開されるようになる。
1960年、コンゴ共和国（コンゴ・キンシャサ）として独立するもすぐさまコンゴ動乱に突入。ベルギーやソ連の支援を受けて南東部が「カタンガ国」として独立を図る。
1965年、モブツ・セセ・セコが独裁体制を敷く。同時にコンゴ動乱が事実上終結。
1971年、国名をザイール共和国に変更。
1996年、第一次コンゴ戦争が勃発。ルワンダ、アンゴラ、ブルンジ、ウガンダなども介入して翌年にはモブツ・セセ・セコの独裁体制が打倒される。打倒を主導したのはのちに大統領になるローラン・カビラで、それを支援したのはツチ系集団「バニャムレンゲ」であった。
1997年、国名がコンゴ民主共和国に変更される。またローラン・カビラが大統領に就任し、独裁体制を敷く。
1998年、ローラン・カビラがバニャムレンゲを排除する姿勢を占めたことでツチ系とフツ系の対立が激化。第二次コンゴ戦争が勃発し、これはアフリカの多くの国が介入を余儀なくされたことや犠牲者の多さからのちに「アフリカ大戦」と呼ばれるようになる。
2001年、ローラン・カビラが殺害され息子のジョセフ・カビラが大統領に就任。
2002年、プレトリア包括合意にて第二次コンゴ戦争が終結する。
2005年、憲法草案を巡って初めての民主的選挙が実施される。
2019年、大統領選挙の結果フェリックス・チセケディが大統領に就任する。

### 日本との関係史
1930年、日本の鳥類学者であった蜂須賀正氏がベルギーの探検隊に同行してコンゴを訪問。日本人として初めて野生のゴリラに対面している。また当時はコンゴのみならず、中部アフリカに日本人が赴くのも珍しいことであった。
1955年、まだベルギー領コンゴだった時代にキンシャサ（当時の名称はレオポルドヴィル）に日本領事館が開設される。その後1960年6月にはコンゴ民主共和国は独立を果たし、日本は独立と同時に国家承認を行った。またベルギー領時代からの外交関係を継続し、キンシャサの領事館は大使館に昇格。一方のコンゴ民主共和国は1967年7月に東京に駐日コンゴ民主共和国大使館を開設した。
2011年3月11日の東日本大震災罹災時には、ジョセフ・カビラ大統領などから哀悼の意が表明された。

## 外交

### 二国間関係
日本は東アジア、コンゴ民主共和国は中部アフリカに位置する国家であり地理的に遠いことから、関係性は希薄。「民主共和国」とはいうものの事実上の独裁体制と評価されており、共有する価値観も多くはない。戦争状態は終結したが治安も安定しておらず、人的・経済的な交流も少ないのが実情である。一方で友好国ではあり、また内戦終結後は急速に経済成長を遂げつつある。資源・人口を豊富に抱えており、キンシャサは中部アフリカ有数の世界都市・メガシティとされるなど経済的な潜在性は高く、それを背景にアフリカでも影響力のある国であることから、二国間関係の強化が期待されている。

### 日本要人のコンゴ訪問
2012年、加藤敏幸外務大臣政務官はアフリカ貿易・投資促進官民合同ミッションの団長としてコンゴ民主共和国を訪問。
2013年、阿部俊子外務大臣政務官がガボンやガーナと並んでコンゴ民主共和国を訪問し、現地の子供と交流した。
2018年、佐藤正久外務副大臣はジョセフ・カビラ大統領やブルーノ・チバラ首相に表敬した。
2019年、山田賢司外務大臣政務官がコンゴ民主共和国を訪れ次期大統領に選出されていたフェリックス・チセケディと会談を実施。コンゴ民主共和国に対して基本的人権の尊重や民主主義を遵守するよう要請した。

### コンゴ要人の訪日

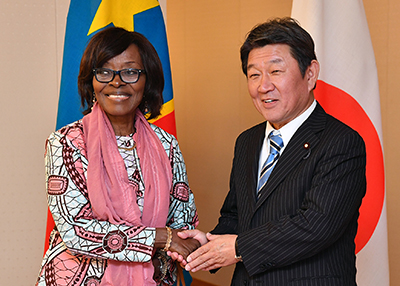
茂木敏充外相（右）と会談するマリー・トゥンバ・ンゼザ外相（2019年10月21日）

1971年4月6日から15日にかけてモブツ・セセ・セコ大統領（当時）が日本を公式訪問し、佐藤栄作首相（当時）との首脳会談などを行った。
2005年にザイール崩壊後のコンゴ民主共和国大統領として初めてジョセフ・カビラが訪日し、小泉純一郎と首脳会談を実施。またこれはコンゴ民主共和国の主要6閣僚を伴ったもので、日本はアジア公式歴訪の最初の国として扱われた。
2013年、アフリカ開発会議出席のため、外相レイモン・チバンダが訪日。当時外務大臣だった岸田文雄と外相会談を実施した。
2018年には副首相兼外相のレオナール・シェ・オキトゥンドゥが訪日し、河野太郎と外相会談を実施。二国間関係の強化を図った。
2019年8月にはアフリカ開発会議出席のため、フェリックス・チセケディが初訪日。安倍晋三との首脳会談を実施した。また同年10月にはマリー・トゥンバ・ンゼザ外相も訪日し茂木敏充と外相会談を実施した。

## 経済関係
コンゴ民主共和国の2019年対日貿易は輸出額5.97億円、輸入額80.49億円となっており、コンゴ民主共和国の大幅な赤字である。主要な輸出品目は銅や木材などの資源類、輸入品目は輸送用機器や機械類などとなっている。
主要な経済支援国はアメリカ合衆国、イギリス、ドイツ、ベルギーなど。日本も上位の支援国であり、近年のODAとして以下のものが挙げられる。
- 「市民と平和のための警察研修実施能力強化プロジェクト（2015年‐2018年）」‐平和構築に関連する技術協力。国家警察に対し、プロ意識が高く人権を尊重する警察官を育成する持続的なメカニズムの確立を支援[36]。
- 「キンシャサ市都市交通マスタープラン策定プロジェクト（2017年‐2018年）」‐運輸交通に関連する技術協力。コンゴ民主共和国の首都キンシャサは急速な人口増加により2030年には都市圏で2000万人を超えると予測されている。一方で高密度な都市になりつつあるなか、都市交通インフラの整備と維持・管理が十分に行われていない。そのためマスタープランの策定を支援[37]。
- 「国家森林モニタリングシステム運用・REDD+パイロットプロジェクト（2019年‐2024年）」‐自然環境保全に関連する技術協力。国家森林モニタリングシステムの運用協力およびクウィル州を対象とした森林減少・劣化抑制を行うための州レベルのREDD+パイロット事業を実施[38]。
- 「キンシャサ特別州国立職業訓練校整備計画（2012年、18.29億円）」‐教育に関連する無償資金協力。首都キンシャサにあるキンシャサ特別州国立職業訓練校に対して訓練施設および訓練機材の整備を支援[39]。
- 「キンシャサ大学病院医療機材整備計画（2010年、7.28億円）」‐保健医療に関連する無償資金協力。高い医療水準を誇りコンゴ民主共和国の中核となるキンシャサ大学病院ではあるが、多くの設備が老朽化もしくは故障している。そのため新生児保育器やマンモグラフィ、X線診断装置などの医療機材の整備を支援[40]。
- 「キンシャサ市道路維持管理機材整備計画（2018年、10.62億円）」‐運輸交通に関連する無償資金協力。コンゴ民主共和国の道路舗装率は2％、対してキンシャサの道路舗装率は26％と高いものの十分ではない。そのため道路を維持管理する道路・排水公社に機材を整備することにより、都市道路の維持管理体制の改善を図るもの[41]。

## 文化交流
コンゴ民主共和国では空手や柔道がスポーツとして定着しており、2016年以降は柔道杯、空手杯を定期的に実施。2018年には13.95億円の無償資金協力によって柔道施設が整備された。また東京都空手道連盟など複数の組織がコンゴ民主共和国に対し空手道着を贈呈するなど、民間での協力も進む。

## 外交使節

### 駐日コンゴ民主共和国大使
| 代 | 氏名                                   | 在任期間        | 備考 |
| -- | -------------------------------------- | --------------- | --- |
| 1  | レオナール・ムランバ准将               | 1969年 - 1976年 | 特命全権大使(1971年よりザイール国) 信任状捧呈は1969年11月18日 首相経験者 |
| 2  | カペラ・キンドゥエル                   | 1977年 - 1980年 | 特命全権大使(ザイール国) 信任状捧呈は1977年2月10日 |
| 3  | ロンボ・ロ・マンガマンガ               | 1980年 - 1984年 | 特命全権大使(ザイール国) 信任状捧呈は1980年2月26日 |
| 4  | クレオファス・カミタツ                 | 1984年 - 1986年 | 特命全権大使(ザイール国) 信任状捧呈は1984年2月3日 親モブツ派の閣僚経験者。駐日大使在任中の1985年、カミタツ大使は独断で駐日大使館を買い替えた。1997年にモブツ大統領が失脚すると、カミタツ元駐日大使による駐日大使館買い替えが遡って批判の対象となり、1999年11月に逮捕された後、キンシャサの刑務所に投獄された |
| 5  | ムライリ・ミティマ・カネノ             | 1986年 - 1989年 | 特命全権大使(ザイール国) 信任状捧呈は1986年3月25日 |
| 6  | シニャンタ・ムタティ・カササ           | 1989年 - 1991年 | 特命全権大使(ザイール国) 信任状捧呈は1989年12月5日 |
| -  | ジ・ミザレ・ジンギラ・ンガンバニ       | 1991年 - 2000年 | 臨時代理大使(1997年までザイール国) |
| -  | ブノワ・ユルバン・ンブイ・ムキシ       | 2000年 - 2002年 | 臨時代理大使 |
| 7  | マルセル・ムルンバ・チディンバ         | 2002年 - 2011年 | 特命全権大使 信任状捧呈は2002年7月18日 駐日アフリカ外交団長 |
| -  | ラファエル・ムウェンダ・バンビンガニラ | 2011年 - 2017年 | 臨時代理大使 |
| -  | ディディエ・ラマザニ・ビン・キティマ   | 2017年 - 2018年 | 臨時代理大使 |
| 8  | ディディエ・ラマザニ・ビン・キティマ   | 2018年 - 2020年 | 特命全権大使 信任状捧呈は2018年11月22日 臨時代理大使と同一人物 |
| -  | ルバンガ・カセラ・カス                 | 2020年 - 2021年 | |
| -  | (空席)                                 | 2021年 - 2022年 | |
| -  | エスペマータン・カポンゴ・カポンゴ     | 2022年 - 2023年 | 臨時代理大使 |
| 9  | ルクムエナ・センダ                     | 2023年 -        | 特命全権大使 信任状捧呈は2023年12月27日 |

### 駐日コンゴ民主共和国大使館
- 住所：東京都港区南青山二丁目9-21
- アクセス：東京メトロ銀座線外苑前駅から徒歩5分
- 備考：コンゴ民主共和国大使館は2020年、南麻布から南青山へ移転した[66]

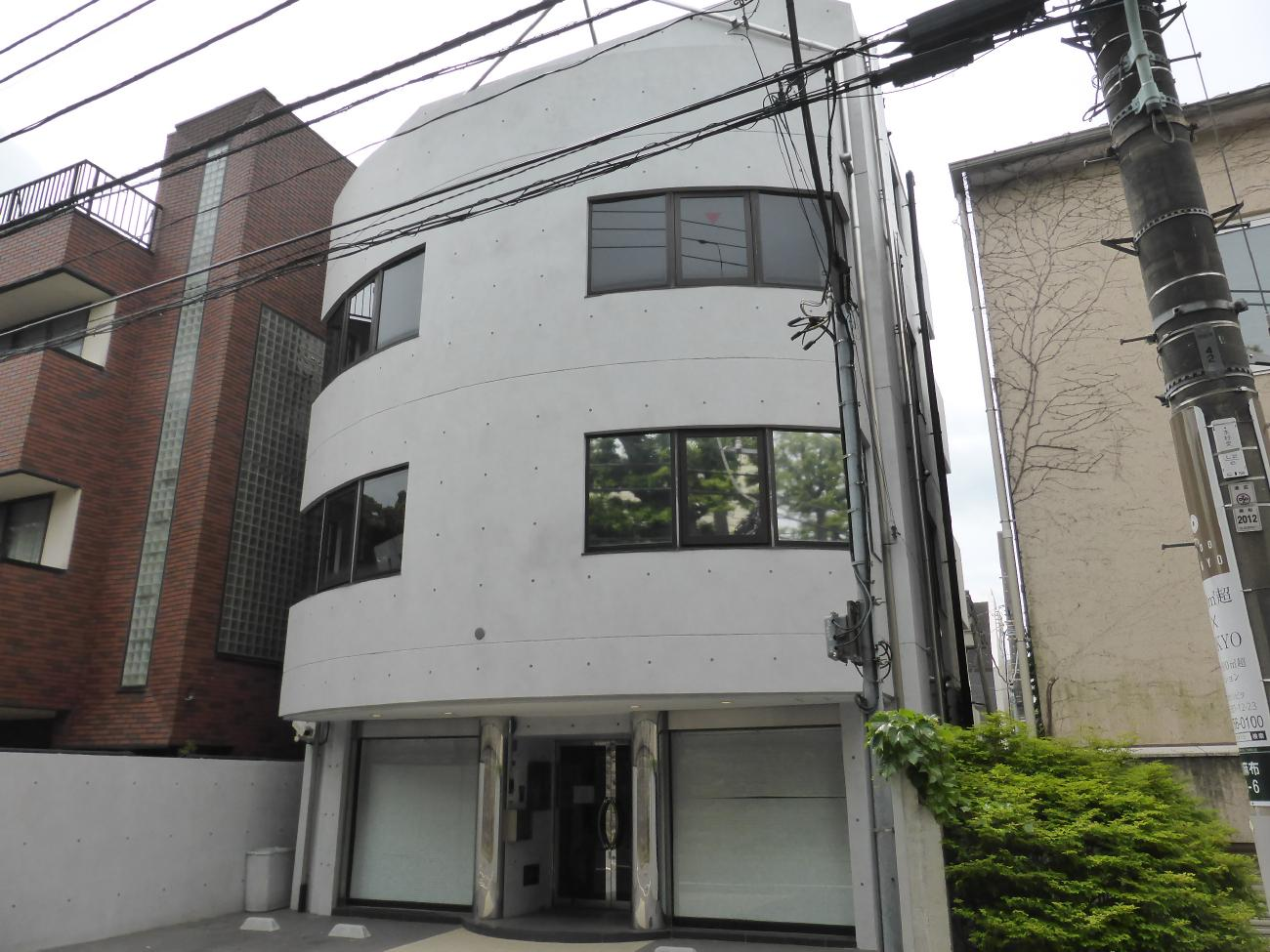
南麻布の旧コンゴ民主共和国大使館全景
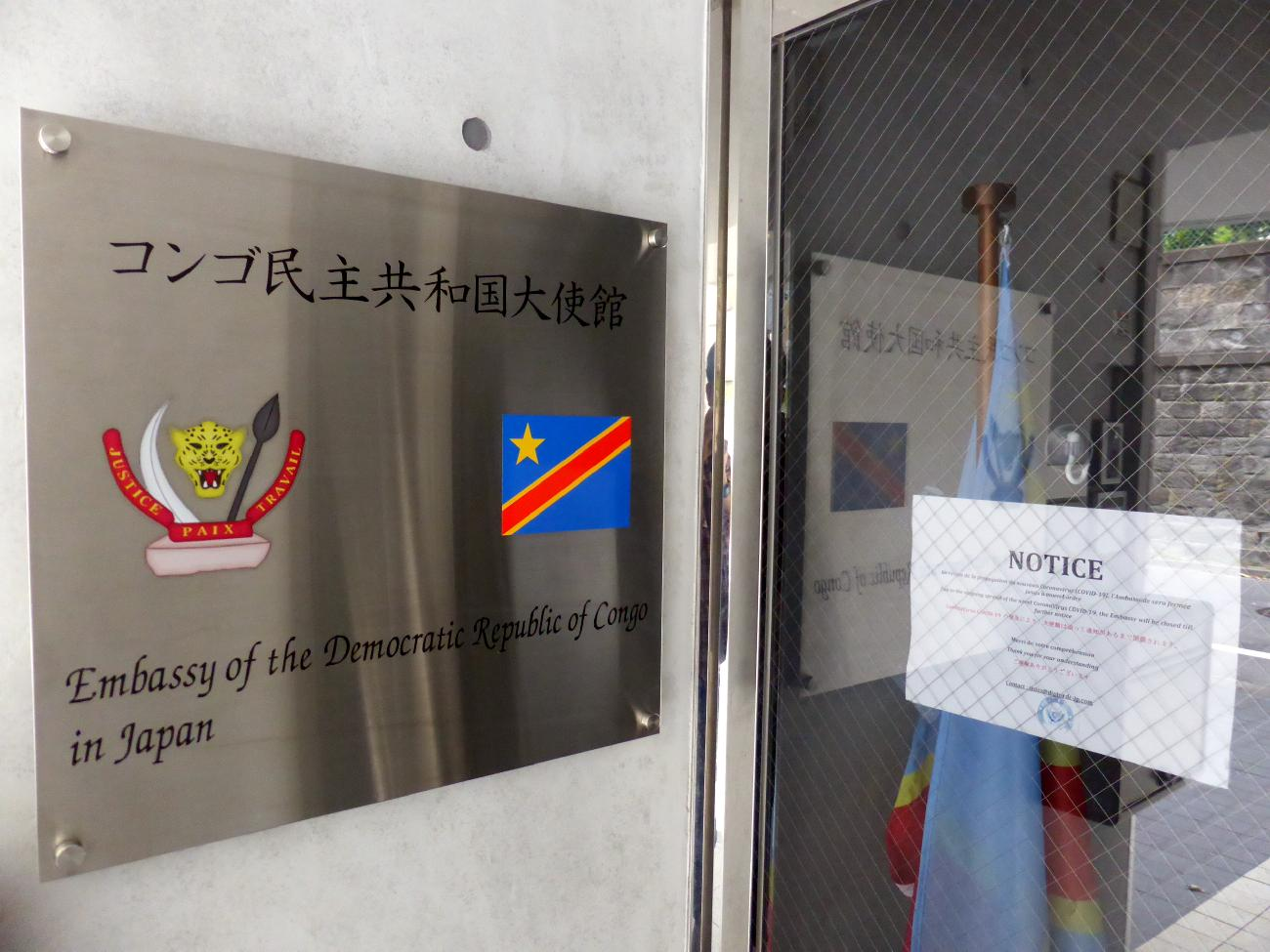
南麻布の旧コンゴ民主共和国大使館の表札
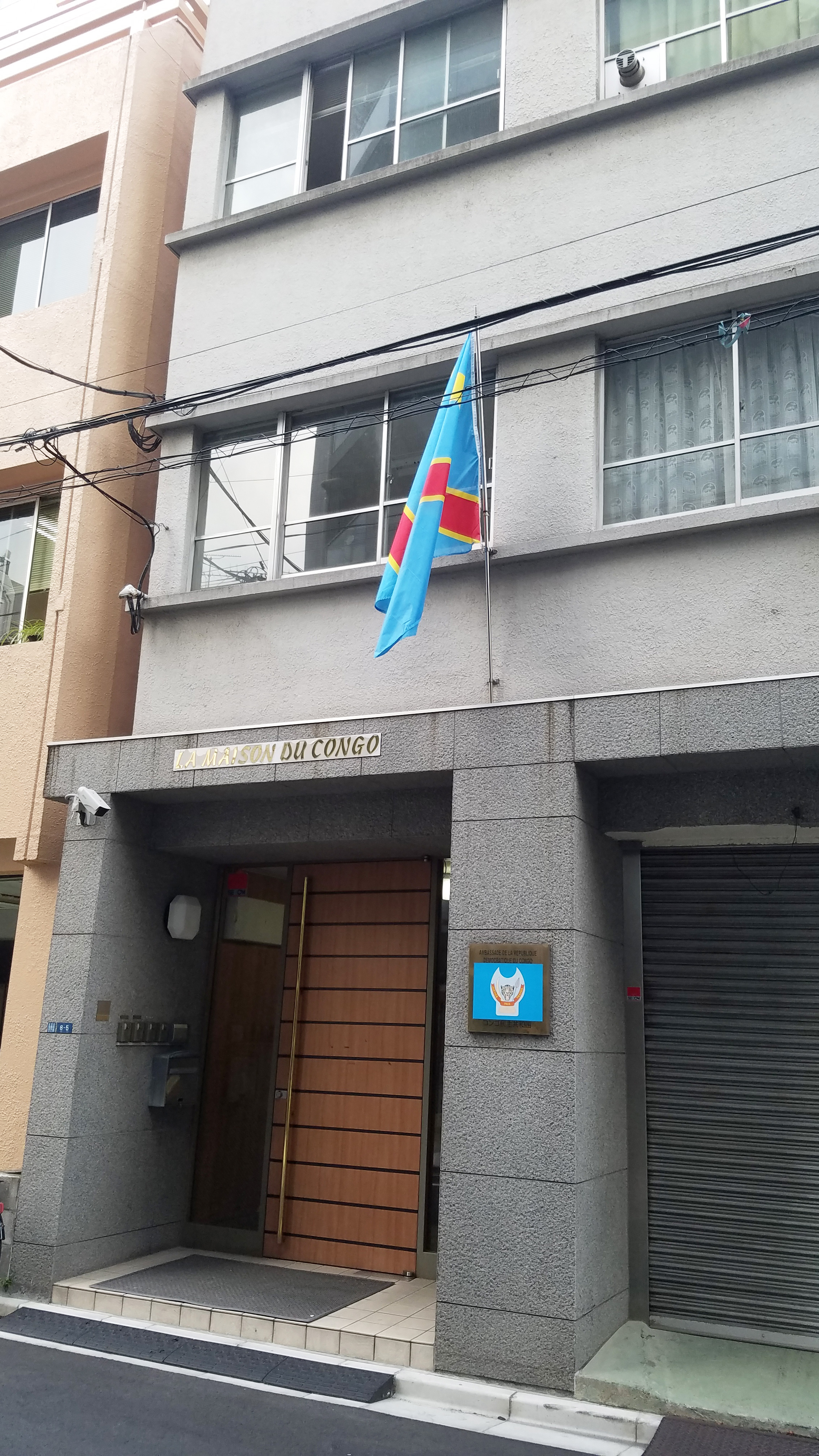
浅草橋の旧コンゴ民主共和国大使館全景１
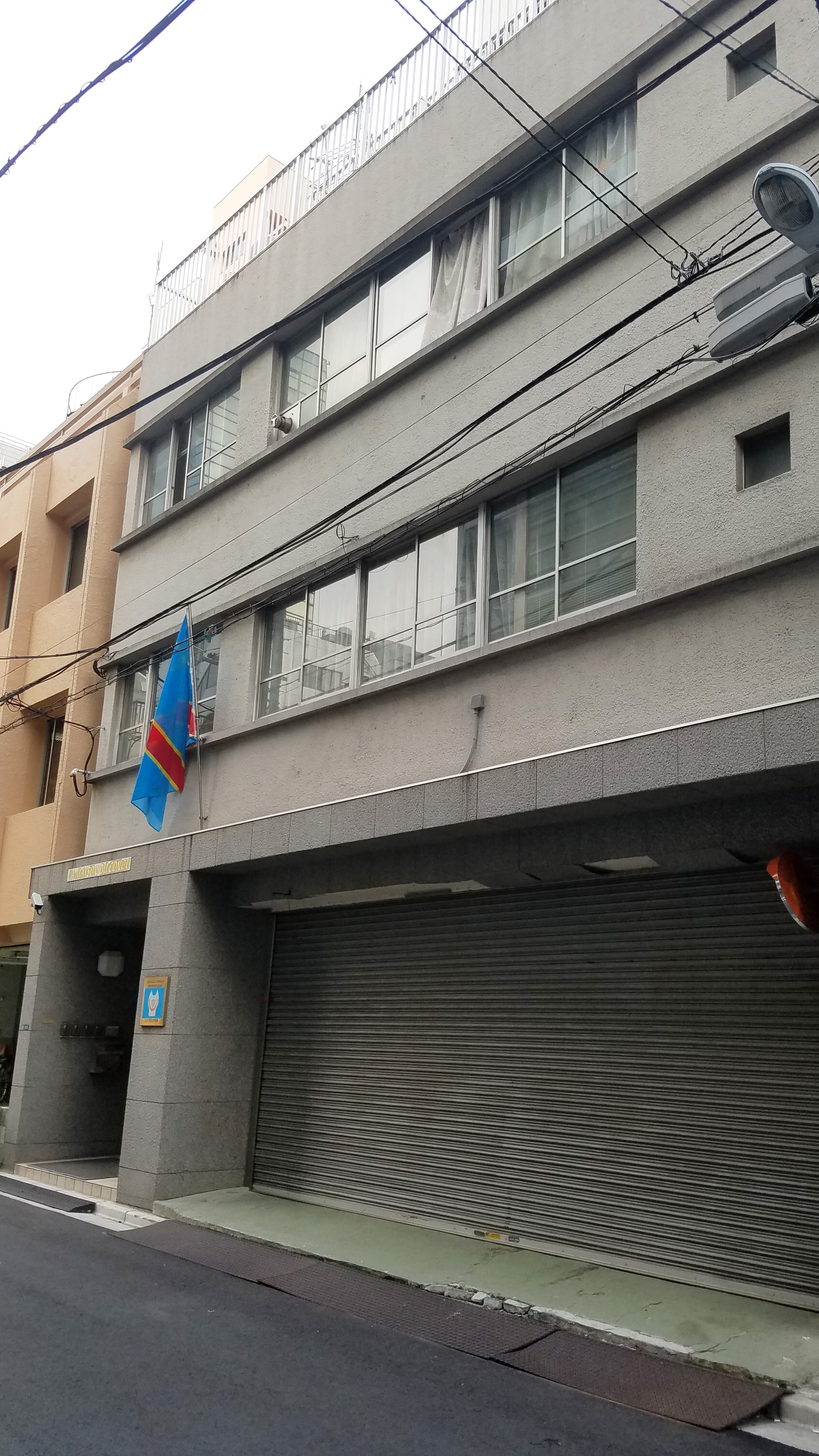
浅草橋の旧コンゴ民主共和国大使館前景２